# 차상복
차상복(1941년 ~ 2020년, 부산 동구)은 대한민국의 의사이시었고 가톨릭대학교 의대 내과학 교수였다.

## 생애
1941년 10월 13일 차석근과 성일선의 차남으로 부산시 동구 범일동에서 태생.
1969년 2월 이경희님을 배우자로 맞아 슬하에 2남 1녀를 두었다.
평생을 진료와 의학을 연구하셨다.

## 학력
- 동광초등학교 (부산)
- 경남중학교
- 경남고등학교 (14회)
- 가톨릭대학 의과 학사 1967
- 가톨릭대학 의과 석사 1978
- 가톨릭대학 의과 박사 1980

## 경력
- 가톨릭대학 의대 부속 성모병원 (1968) 인턴수료
- 가톨릭대학 의대 부속 성모병원 (1972) 레지던트 수료 (제559호)
- 대한민국 육군 제3사단 21연대 (1974) 의무중대장
- 육군수도방위사령부 (서울 수도 경비사령부) (1975) 의무 참모
- 가톨릭대학  의대 내과학 교실 (1975~1981) 전임강사
- 가톨릭대학  옥천 성모병원 (1975~1977) 내과과장
- 가톨릭대학교 여의도성모병원 (1977~1978) 내과과장
- 가톨릭대학 영원한 도움의 성모병원 (1978) 내과과장
- 가톨릭대학교 성빈센트병원 (1978~1979) 내과과장
- 가톨릭대학교 인천성모병원 (성모자애병원)  (1979~1989) 내과과장
- 가톨릭대학  의대 내과학 교실   (1981~1989) 조교수
- 시마네 대학 (1986) 일본 시마네 국립의과대학 소화기 내과 연수
- 가톨릭대학  의대 내과학 교실  (1989~1996) 부교수
- 가톨릭대학교 인천성모병원 (성모자애병원) (1989~1991) 의무원장
- 가톨릭대학 (1996~2007) 의대 내과학 교실   교수
- 가톨릭대학 (2007~) 의대  명예교수[1]
- 한국관광대학교 노인전문병원 (2009~2019)  원장

또한 경찰학교, 인천 교육청, 인천관세청등에서 건강관리에 관한 교육 및 강의를 지역사회 발전을 위해 활동하였다.

## 상훈
- 1974년 : 수도경비사령부 공로 표창장 (제253호)
- 1975년 : 수도경비사령부 공로 표창장 (제139호)
- 1990년 : 가톨릭대학교 성모자애병원 공로패
- 1996년 : 가톨릭 중앙의료원 20년 장기근속 상
- 2006년 : 가톨릭 중앙의료원 30년 장기근속 상
- 2007년 : 가톨릭대학교 성모자애병원 감사장 (제07-16호)
- 2007년 : 옥조근정훈장 (제36130호)

## 대표적 논문
1. Bl6 Melanoma세포에서 Protein Kinase억제제들이 Cyclic AMP 경로를 통한 멜라닌 생성에 미치는 영향
(RISS),
차상복(Sang Bok Cha), 조남영(Nam Young Cho), 윤미연(Mi Yun Yoon), 임혜원(Hye Won Lim), 김경원(Kyoung Won Kim), 박영미(Young Mi Park), 이지윤(Ji Yun Lee), 이진희(Jin Hee Lee), 김창종(Chang Jong Kim), 심상수(Sang Soo Sim) 대한약학회 2003 약학회지 Vol.47 No.1
2. 당뇨성 케톤증에 합병된 비뇌 Mucor 진균증 1 예
(RISS),
이광우 ( Kwang Woo Lee ), 김제희 ( Jae Hee Kim ), 인재환 ( Jae Whan Ihn ), 김경애 ( Kyong Ae Kim ), 차상복 ( Sang Bok Cha ) 대한내과학회 1982 대한내과학회지 Vol.25 No.1
3. 원발성 간암에 있어서 간경변합병 여부에 따른 임상적 , 조직학적 및 면역학적 차이 , 특히 B 형간염 바이러스 표식인자의 빈도에 대한 연구
(RISS),
선희식 ( Hee Sik Sun ), 정규원 ( Kyu Won Chung ), 김부성 ( Boo Sung Kim ), 정환국 ( Whan Kook Chung ), 박두호 ( Doo Ho Park ), 차상복 ( Sang Bok Cha ), 유재영 ( Jae Young Yoo ), 이안기 ( Ahn Kee Lee ) 대한내과학회 1983 대한내과학회지 Vol.26 No.7
4. 만성 바이러스성 간염 환자의 간조직에서 Fas 항원의 면역조직화학적 관찰
(RISS),
최상욱,양진모,김병욱,정규원,최황,선희식,한남익,이창돈,차상복,김성수,남순우 대한소화기학회 1999 대한소화기학회지 Vol.34 No.5
5. 진단적 복강경검사의 역할
(RISS),
최상욱,양진모,김재광,김병욱,박재명,안병민,정규원,김부성,김보경,최황,조세현,한준열,정환국,이영석,선희식,한남익,이창돈,차상복,문성배,박영민 대한소화기학회 1999 대한소화기학회지 Vol.33 No.4
6. Helicobacter pylori에 감염된 십이지장궤양과 비궤양성 소화불량에서 ABO 혈액형과 HLA의 연관
(RISS),
최규용,정인식,김부성,박두호,차상복,김태규,한훈,김성수,채현석 대한소화기학회 1996 대한소화기학회지 Vol.28 No.5
7. 대장관 내압 상승으로 유발된 허혈성 대장염 15예의 분석
(RISS),
박수헌,김명훈,김기범,조세현,차상복,문성배,배상수,한원희,최규용,조환석 대한소화기내시경학회 1996 Clinical Endoscopy Vol.16 No.6
8. 위정맥류 출혈과 비장경색을 합병한 만성췌장염 1예
(RISS),
강성호,정인식,김부성,박두호,차상복,채현석,양영상,최규용,문윤기,이보인 대한소화기학회 1995 대한소화기학회지 Vol.27 No.5
9. 루푸스 방광염 1 예
(RISS),
정인식,김부성,박두호,이창돈,차상복,박성규,채현석,방춘상,이보인,윤종현,정용학 대한내과학회 1997 대한내과학회지 Vol.53 No.3
10. Iconic Communication Method for Liver Disease on Teleradiology</A>,
(RISS),
S-H Cha and S-B Cha, in Journal of the Korean Society Picture Archiving and Communication System, vol. 3, yr. 1997, p 17-25
11. 소장 내시경으로 진단된 공장 평활근 육종 출혈 1예
(RISS),
정인식,김부성,선희식,박두호,차상복,이태원,양영상,최규용,문윤기,채현석 대한소화기내시경학회 1995 Clinical Endoscopy Vol.15 No.3
12. 소화성궤양 1,179 예에 대한 역학적 및 내시경적 고찰
(RISS),
조현미,최상욱,이영석,김재광,안병민,서정민,정규원,김부성,정환국,선희식,박두호,한남익,이창돈,차상복,박영민,정진우,임계순,한석원,백남종,심규식,최규용,정인식 대한내과학회 1990 대한내과학회지 Vol.39 No.2
13. 악성 종양과 간경변에 동반된 복수의 Lipid 분석의 의미
(RISS),
이종욱,최상욱,김종진,김부성,박두호,이창돈,차상복,권혁호 대한소화기학회 1987 대한소화기학회지 Vol.19 No.2
14. 대장내시경검사로 진단된 맹장계실염 1예 보고
(RISS),
최규용,한기돈,선희식,차상복,유혜신,유진홍,홍영선,고강규 대한소화기내시경학회 1987 Clinical Endoscopy Vol.7 No.1
15. 원발성 십이지장 구부선암 3예
(RISS),
박수헌,정인식,김부성,최명규,선희식,박두호,차상복,최규용,문윤기,채현석 대한소화기내시경학회 1995 Clinical Endoscopy Vol.15 No.3
16. 위, 십이지장, 공장에 발생한 MALToma 1예
(RISS),
박수헌,최규용,김재광,김기범,조세현,나종순,박두호,차상복,조환석,배상수,한준열 대한소화기내시경학회 1998 Clinical Endoscopy Vol.18 No.6
17. 간 경변증을 동반한 Neuro - Behcet 씨 증후군 1예
(RISS),
최규용,양진모,정규원,정환국,선희식,차상복,정진우,홍현상 대한소화기학회 1987 대한소화기학회지 Vol.19 No.2
18. B 형 바이러스 간염 환자의 간조직에서 Hepatitis Be Antigen 의 발현양상과 조직학적 소견의 비교
(RISS),
최창진,이영석,김재광,정규원,나종순,선희식,차상복,방춘상,한준열,박수현 대한내과학회 1997 대한내과학회지 Vol.53 No.1
19. 부신피질 거대결절성 과증식 1예
(RISS),
최규용,강성구,이광우,이만영,김희제,배시현,차상복,손호영,강무일,전승석 대한내분비학회 1991 Endocrinology and metabolism Vol.6 No.4
20. Mirizzi 증후군 1예
(RISS),
김용수,정인식,주상용,정규원,정환국,선희식,차상복,전성주 대한소화기내시경학회 1984 Clinical Endoscopy Vol.4 No.1
21. 자기공명담췌관조영술이 유용했던 Situs Inversus 환자에서 발생한 담관암 1 예
(RISS),
김기영,최규용,이호일,정인식,김병욱,이병오,최황,선희식,박두호,차상복,추교영,이보인 대한소화기내시경학회 2001 Clinical Endoscopy Vol.24 No.1
22. 만성 바이러스성 간염에서 중간엽 조직 반응에 대한 전자 현미경적 연구
(RISS),
안병민,윤승규,박수헌,한준열,한남익,김재광,이영석,최상욱,이창돈,차상복,정규원,선희식 대한간학회 2002 Clinical and Molecular Hepatology(대한간학회지) Vol.8 No.2
23. 만성 B형 간염과 간경변 환자에서 Lamivudine 저항성 B형 간염 바이러스의 출현양상 및 YMDD motif 돌연변이 검출
(RISS),
강성호,박태욱,박영민,정규원,안병민,배시현,김부성,박두호,이창돈,변병훈,최종영,신제현,차상복,선희석 대한간학회 2001 Clinical and Molecular Hepatology(대한간학회지) Vol.7 No.1
24. 대장미소용종 (5 mm 이하)의 내시경적 및 조직학적 검토 : 6 mm 이상의 용종과 비교하여
(RISS),
오용석,최규용,정인식,이영석,정규원,김부성,최명규,선희식,차상복,채현석 대한소화기내시경학회 1993 Clinical Endoscopy Vol.13 No.4
25. 소화성궤양에 대한 Dihydroxyaluminium allantoinate 의 임상적 치료효과
(RISS),
정환국,선희식,차상복,이안기 대한소화기학회 1976 대한소화기학회지 Vol.8 No.1
26. Menetrier`s disease 1예
(RISS),
박승만,성기열,차상복,최규용,양철우,송춘익,이안희 대한소화기학회 1987 대한소화기학회지 Vol.19 No.2
27. 대량출혈을 동반한 십이지장 이소성 췌장 1예
(RISS),
정인식,박두호,차상복,장기육,최규용,오수혁,채현석 대한소화기내시경학회 1997 Clinical Endoscopy Vol.17 No.2
28. Pancreatic Phlegmon의 1예
(RISS),
진동찬,박철휘,윤선애,김인식,차상복,선희식,김부성 대한내과학회 1990 대한내과학회지 Vol.38 No.4
29. 만성 B형 간염에 대한 인터페론 알파 - 2a의 치료효과
(RISS),
조현미,김부성,박두호,이창돈,차상복,박영민,백남종,심규식,윤승규 대한소화기학회 1994 대한소화기학회지 Vol.26 No.1
30. 악성 흑색극세포증을 동반한 진행성 위암
(RISS),
최규용,정인식,이성원,박두호,차상복,한석원,전은정,채현석,채은영 대한소화기학회 1999 대한소화기학회지 Vol.34 No.5
31. 용종제거술로 절제한 대장 과립세포종 1예
(RISS),
최규용,정인식,정규원,김부성,선희식,차상복,최영진,이안희,최재경,최명규 대한소화기내시경학회 1991 Clinical Endoscopy Vol.11 No.2
32. 개인용 컴퓨터를 이용한 내시경소견의 기록과 관리시스템의 개발
(RISS),
최규용,정인식,정규원,김부성,최명규,최병길,선희식,차상복 대한소화기내시경학회 1993 Clinical Endoscopy Vol.13 No.2
33. 양측 폐농양을 동반한 Boerhaave Syndrome 1예
(RISS),
조재환,박태욱,조세현,나종순,박두호,차상복,송소향,최규용,박성규,임국희 대한소화기내시경학회 1998 Clinical Endoscopy Vol.18 No.6
34. 직장에 발생한 악성 Carcinoid Tumor 1예
(RISS),
최규용,이영석,박승만,정규원,김부성,선희식,차상복,김진,홍영선,이안희,정욱성 대한소화기학회 1988 대한소화기학회지 Vol.20 No.1
35. 간염이 동반된 아급성 괴사성 임파선염 1 예
(RISS),
최규용,권순석,안병민,정규원,정환국,선희식,차상복,오수혁 대한내과학회 1989 대한내과학회지 Vol.37 No.2
36. 삼출성 복수증의 감별진단과 복강경 검사
(RISS),
정인식,김태룡,김재광,안병민,정규원,김부성,선희식,차상복,최규용 대한소화기학회 1990 대한소화기학회지 Vol.22 No.1
37. 만성 췌장염에 의한 십이지장 협착 1예
(RISS),
서백종,장기육,박용근,채현석,한석원,이창돈,정인식,차상복,박두호 대한내과학회 1997 대한내과학회지 Vol.53 No.3S
38. 경피적 알코올제거요법으로 치료된 거대 비장낭종 1 예
(RISS),
정규원,배시현,이영석,선희식,박두호,이창돈,변병훈,최종영,신제현,차상복,박영민,윤승규,이준욱,이성수 대한소화기학회 2001 대한소화기학회지 Vol.38 No.4
39. 간세포암의 조직학적 분화도 및 임상적 특징에 따른 E-cadherin과 β-catenin의 발현 양상
(RISS),
배시현,정은선,박영민,장정원,최종영,조세현,윤승규,안병민,차상복,정규원,선희식,박두호,김병기,김동구 대한간학회 2002 Clinical and Molecular Hepatology(대한간학회지) Vol.8 No.3
40. 미분화 소세포 성분이 포함된 식도암육종 1예
(RISS),
김영하,최규용,박주현,정인식,정규원,박승만,김부성,최명규,선희식,차상복,이안희,최영진,한치화 대한소화기내시경학회 1991 Clinical Endoscopy Vol.11 No.2
41. 위암의 골 전이 : Clinical evaluation on bone scintigram
(RISS),
김영환,채현석,조영석,이보인,김병욱,김성수,한석원,이창돈,최규용,차상복,정인식선희식,천경아,임근우 대한내과학회 2002 대한내과학회지 Vol.63 No.3